# Wilhelm Filderman
Wilhelm Filderman (n. 14/25 septembrie 1882, București - d. 22 aprilie 1963, Paris) a fost jurist și om politic român de etnie evreiască, președinte al Uniunii Evreilor Români, care a ființat între 1923-1947, președinte al Uniunii Comunităților Evreiești din România (1929-1941; 1944-24 octombrie 1945) și președinte al Consiliului Central al Evreilor din România (1936-1941; 1945).

## Biografie
Wilhelm Filderman s-a născut în 1882, în București, într-o înstărită familie evreiască. A absolvit Liceul Matei Basarab, coleg de clasă cu viitorul mareșal Ion Antonescu. Absolvent al Facultății de Drept de la Universitatea din București în 1906, după care se specializează în drept la Sorbona, obținând doctoratul în drept, în 1909. În Paris a frecventat cursurile Școlii de Arte de la Luvru și prelegerile de filozofie ale lui Henri Bergson. A fost de asemenea absolvent al Școlii Superioare Comerciale. Din 1912 a fost membru al baroului de avocați din București. Participă la Primul Război Mondial, fiind decorat cu ordinele Coroana României și Virtutea Militară. În continuare, întreaga sa viață va fi dedicată luptei politice pentru obținerea egalității în drepturi pentru evreii din România cu etnicii majoritari români.

## Activitate politică
Wilhelm Filderman a fost unul din fondatorii Uniunii Evreilor Pământeni (1909), al cărei vicepreședinte este din 1915. A făcut parte din delegația României la Conferința de Pace de la Paris (ianuarie 1919 - ianuarie 1920), având contribuții la elaborarea Tratatului privind drepturile minorităților. Între 1914 și 1919, în absența lui Adolf Stern, plecat din țară, a fost președinte de facto al Uniunii Evreilor Pământeni. Ales oficial președinte la Congresul din 18 februarie 1923, când organizația își schimbă numele în Uniunea Evreilor Români. Wilhelm Filderman se numără printre fondatorii Universității Populare și Cercului cultural "Libertatea" din București. Membru al Partidului Național Liberal (PNL), este ales deputat în legislatura 17 iulie 1927-10 noiembrie 1928. În 1929, participă la Zürich, în Elveția, la Congresul de înființare a Agenției Evreiești, care milita pentru înființarea unui stat evreiesc în Palestina. Din 1935 conduce secția din București a Agenției. Face parte și din alte organizații internaționale evreiești.
Începând din 1929 și până în 16 decembrie 1941, deține funcția de președinte al Uniunii Comunităților Evreiești din România (transformată din 1937 în Federația Uniunilor de Comunități Evreiești din România - FUCER); președinte al Consiliului Central al Evreilor din România (din 1936), care devine funcțional după încetarea activității FUCER, în 1941.
În perioada de după promulgarea primelor legi antievreiești (1939 – în timpul guvernului Goga–Cuza) și mai apoi, pe toată durata războiului, în calitate de președinte al Federației Comunităților Evreiești, se situează în primele rânduri ale luptei pentru apărarea membrilor comunității contra abuzurilor. În momentul declanșării războiului de reîntregire împotriva U.R.S.S., solicită mareșalului Ion Antonescu să permită înrolarea evreilor pentru a participa activ la războiul de reîntregire. Este refuzat, Antonescu argumentând că evreii nu s-au dovedit a fi soldați prea destoinici în ultimul război, și că preferă ca evreii să contribuie cu bani și bunuri la efortul de război al țării. În perioada deportărilor din Transnistria, solicită audiențe, înaintează scrisori de protest, petiții și memorii mareșalului Ion Antonescu, dar și lui Radu Lecca, directorul "Centralei Evreiești" - CE, pe toată durata războiului.
Se manifestă deosebit de activ pentru apărarea comunității evreiești în perioada războiului, când înaintează zeci de memorii mareșalului Ion Antonescu, are zeci de audiențe la acesta și la alți membri ai guvernului. Suferă personal măsurile antievreiești luate de stat: este radiat din baroul București și deportat în Transnistria (30 mai-2 august 1943), la Moghilev, (împreună cu soția și medicul personal, într-o locuință decentă), de unde revine în București în urma intervențiilor Reginei-mamă Elena și a ministrului de Interne, Dumitru Popescu. După intrarea în faza defensivă a războiului antisovietic participă și el la eforturile de mijlocire între autoritățile române și guvernele occidentale a unei eventuale ieșiri a României din alianța cu Germania. După Lovitura regală de stat, reînființează la 17 septembrie 1945 Consiliul Evreiesc, care urmărea restabilirea drepturilor și averilor confiscate în timpul regimului antonescian.
Filderman a refuzat afilierea Uniunii Evreilor Români la Comitetul Democrat Evreiesc, organizația-marionetă a Partidului Comunist Român, motiv pentru care a fost arestat de noile autorități comuniste de câteva ori în 1945, tot de atâtea ori eliberat la intervențiile SUA. "Curierul Israelit", la care scria articole, a fost suspendat în anul 1945. Este considerat „membru al reacțiunii, alături de Maniu, Brătianu și Rădescu” și se invocă, în presa comunistă, existența unor "dovezi privind activitatea trădătoare... în timpul lui Antonescu". Demisionează la 24 octombrie 1945 din conducerea FUCER. Reușește să plece din România în 1948, continuând să militeze în exil pentru drepturile evreilor.
În țară este judecat și condamnat în contumacie (1950). Domiciliat la Paris, a obținut în 1955 și cetățenia americană. Este reabilitat în 1968. Wilhelm Filderman s-a stins din viață la Paris, în 1963.
Din exilul francez Filderman a vizitat Israelul în două rânduri - în 1951 și 1956 , interesându-se în mod deosebit de condițiile de viață ale imigranților evrei din România.

## Viata particulară
Filderman a fost căsătorit cu Emilia, născută Gabrielescu (1888-1977) și a avut doi copii.

## In memoriam
- În București o stradă îi poartă numele.[13]
- În Israel au fost numite în memoria sa o stradă în cartierul Tzahala din nordul Tel Avivului și alta în cartierul Nahal Ashan din Beer Sheva.
- O fundație îi poartă numele.[14]

## Cărți
- Adevărul asupra problemei evreești din România, în lumina textelor religioase și a statisticii ("The Truth on the Jewish Problem in Romania, in the Light of Religious Texts and Statistics), 1925.
- Le problème du travail national et la crise du barreau en Roumanie, 1937.
- Pro domo mea, București, 1938
- Regional Development of the Jewish Population in Rumania, 1957, împreună cu Sabin Manuila.
- Memoirs and Diaries, editat de Jean Ancel, Centrul Goldstein-Goren de Cercetarea Diasporei, Universitatea Tel Aviv, Institutul Yad Vashem, Ierusalim 2004[15]